# Curry megye (Oregon)
Curry megye az Amerikai Egyesült Államokban, azon belül Oregon államban található. Megyeszékhelye Gold Beach, legnagyobb városa Brookings. Lakosainak száma 23 446 fő (2020. április 1.).

## Szomszédos megyék
- Coos megye (észak)
- Douglas megye (északkelet)
- Josephine megye (kelet)
- Del Norte megye (dél)

## Népesség
A megye népességének változása:
| Lakosok száma | 22 366 | 22 484 | 22 274 | 22 339 | 22 483 | 23 446 |
|               | 2010   | 2011   | 2012   | 2013   | 2015   | 2020   |